# Sam D. McReynolds

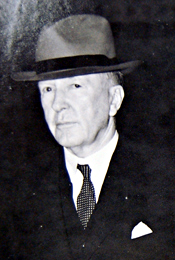
Sam D. McReynolds (1936)

Samuel Davis „Sam“ McReynolds (* 16. April 1872 bei Pikeville, Bledsoe County, Tennessee; † 11. Juli 1939 in Washington, D.C.) war ein US-amerikanischer Politiker. Zwischen 1923 und 1939 vertrat er den Bundesstaat Tennessee im US-Repräsentantenhaus.

## Werdegang
Sam McReynolds besuchte die öffentlichen Schulen seiner Heimat und das People’s College in Pikeville. Danach studierte er an der Cumberland University in Lebanon. Nach einem anschließenden Jurastudium und seiner im Jahr 1893 erfolgten Zulassung als Rechtsanwalt begann er in Pikeville in seinem neuen Beruf zu arbeiten. In den Jahren 1894 und 1896 war McReynolds stellvertretender Bezirksstaatsanwalt im sechsten Gerichtsbezirk von Tennessee. Im Jahr 1896 zog er nach Chattanooga, wo er als Rechtsanwalt arbeitete. Zwischen 1903 und 1923 fungierte er als Richter am Kriminalgericht im sechsten Gerichtskreis seines Heimatstaates.
Politisch war McReynolds Mitglied der Demokratischen Partei. Bei den Kongresswahlen des Jahres 1922 wurde er im dritten Wahlbezirk von Tennessee in das US-Repräsentantenhaus in Washington gewählt, wo er am 4. März 1923 die Nachfolge von Joseph Edgar Brown antrat. Nach acht Wiederwahlen konnte er bis zu seinem Tod am 11. Juli 1939 im Kongress verbleiben. Seit 1931 war er Vorsitzender des Auswärtigen Ausschusses. Im Jahr 1933 wurden der 20. und der 21. Verfassungszusatz im Kongress ratifiziert. Seit 1933 wurden dort auch die meisten der New-Deal-Gesetze der Bundesregierung unter Präsident Franklin D. Roosevelt verabschiedet. 1933 war Sam McReynolds Delegierter auf einer internationalen Währungs- und Wirtschaftskonferenz in der britischen Hauptstadt London.